# Leo Martin
Leo Martin (rođen kao Miloš Jović; Rašica, Blace, 6. ožujka 1942.) srpski pop pjevač.

## Životopis
Rođen je 1942. godine u selu Rašica u općini Blace. Njegov otac potječe iz Tičeva kod Grahova, a majka iz Kuršumlije. Karijeru je počeo kao modni maneken. Glazbenu karijeru u Jugoslaviji započinje 1969. kada se vratio s turneje u Njemačkoj. Po povratku upoznaje Vojkana Borisavljevića koji je skladao većinu njegovih pjesama. S pjesmom „Odiseja“ trebao je nastupiti na jugoslavenskom izboru za Pjesmu Eurovizije u Opatiji 1973. godine, ali je zbog bolesti bio spriječen. S Odisejom se proslavio u Jugoslaviji i stekao status jednog od najpoznatijih jugoslavenskih šansonijera sedamdesetih godina dvadesetog stoljeća. Nastupao je s tada glasovitom izvođačima kao što su bili: Tom Jones, Engelbert Humperdinck i Mireille Mathieu. Između ostalog, glumio je u filmu Bubašinter. Tijekom raspada Jugoslavije preselio se u Sofiju. Trenutačno živi na relaciji Beograd - Sofija.

## Uspješnice
- Odiseja
- Da nema razdelbi
- Kristina
- Laku noć dragi - laku noć draga
- Dani
- Jednom kad se zaljubiš
- Ima vremena

## Diskografija
- Pesme mog života (PGP RTS, 1997.)
- Jednom kad se zaljubiš (PGP RTB)
- Odiseja (PGP RTB)
- Zlatokosa (PGP RTB)

## Vanjske poveznice
- РТС: Balkanskom ulicom: Leo Martin 14. lipnja 2009. (srp.)
- РТС: Odiseja se nastavlja (srp.)
- РТС: Odiseja koja već traje četiri decenije (srp.)